# イスラエルの鉄道

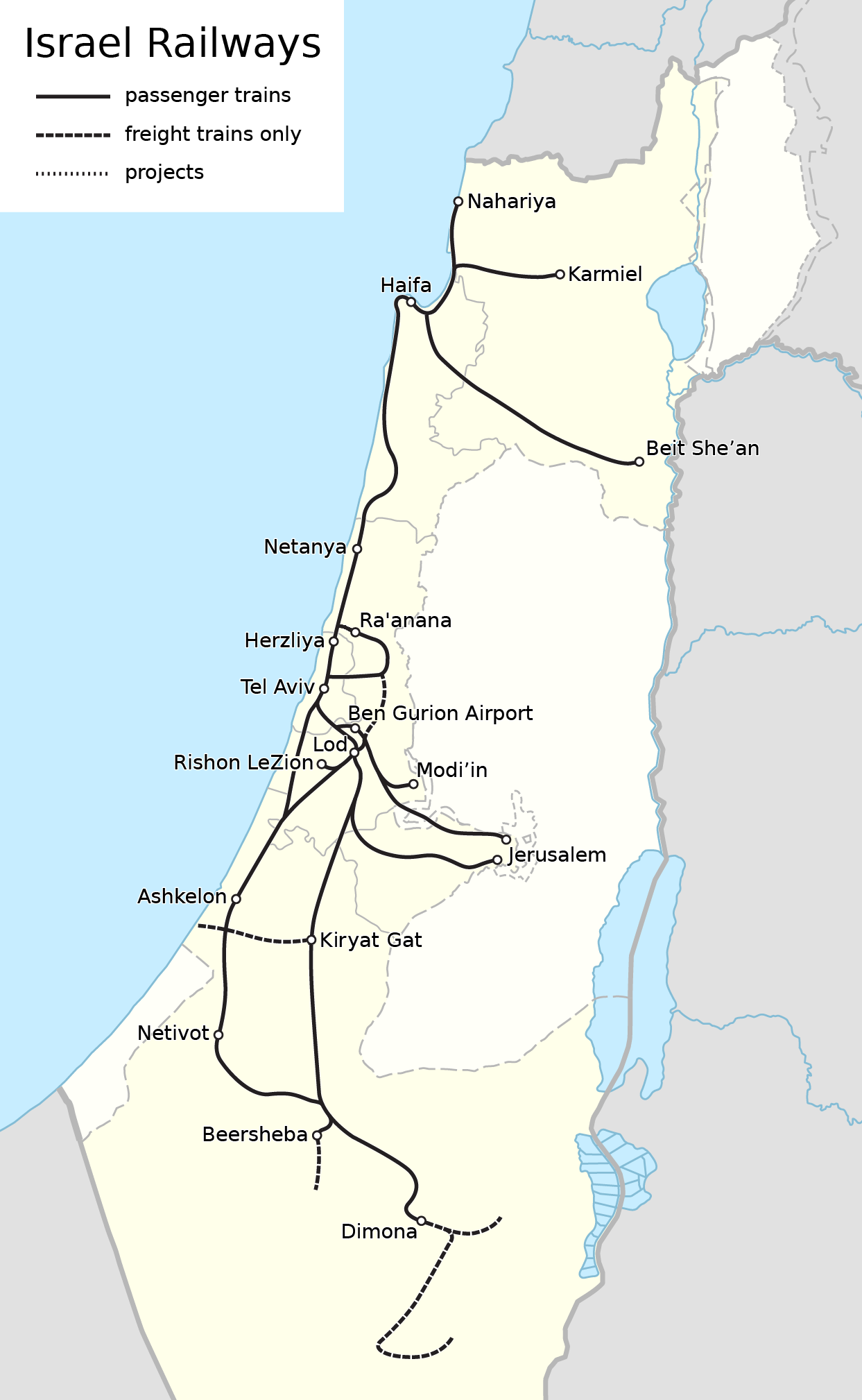
イスラエルの鉄道網

イスラエルの鉄道（イスラエルのてつどう）では、イスラエルにおける鉄道について記す。

## 概要
イスラエルの鉄道の軌間は標準軌、距離は1,384 kmである。

## 鉄道史

### オスマン帝国
現在のイスラエルにおける鉄道インフラは、オスマン帝国時代に初めて構想され実現した。1839年、モーゼス・モンテフィオーレ卿はイスラエルの鉄道敷設の早期提唱者であった。しかし、パレスチナ初の鉄道はヤッファ・エルサレム鉄道になった。オスマン帝国のユダヤ人起業家ジョセフ・ナヴォン・ベイが着手し、フランス人によるメーターゲージでの建設となった。この鉄道は1892年9月26日に開通し、所要時間は3時間30分であった。
現在のイスラエルにおける2番目の路線は、1904年に建設されたハイファからベト・シェアンまでのイズレエル渓谷鉄道である。 ハイファ・ダラア支線の一部として建設された。この支線は、メディナからダマスカスまで走るヒジャズ鉄道の支線で、1905年に建設された。 オスマン帝国時代には、鉄道網は拡大し、ナブルス、カルキリヤ、ベエルシェバにはすべて鉄道駅ができた。第一次世界大戦でさらに別の鉄道路線が建設された。オスマン帝国はドイツの支援を受けて、ベエルシェバからシナイ半島のカデシュ・バルネアまで線路を敷いた。 （この路線は、アフラからトゥルカームまで列車が通っていた。）これにより、東部の鉄道と南部の鉄道が建設された。

### 中東地域の鉄道旅行：イギリス委任統治領
第一次世界大戦中、イギリスはレバント地方に侵攻し、カデシュ・バルネア線を解体し、ベエルシェバからガザまでの新しい線路を建設し、エジプトからの自国の線路と接続し、ロッドを経由してハイファまでを結んだ。 1920年にパレスチナ鉄道と呼ばれる新しい会社が設立され、国の鉄道網の運営責任を引き継いだ。イギリス委任統治領時代には鉄道旅行が大幅に増加し、ペタフ・ティクヴァとロッシュ・ハアインの間に線路が建設され、リダ（この地域の主要空港に近かった）は第二次世界大戦中に主要な拠点となった。また戦争中の1942年、イギリスはハイファからベイルートとトリポリに至る路線を開設した。戦争が終わった直後にロシュ・ハニクラトンネルが掘られ、レバノンとその北（西）の地域からパレスチナやエジプトへの鉄道旅行が可能になった。
1917年から1918年にかけて、イギリスはオスマン帝国の1,050 mm軌間の南部、東部、エルサレム鉄道を標準軌に改軌したが、イズレエル渓谷鉄道とその支線の一部は改軌されず、狭軌のままであったため、パレスチナの他の鉄道とは互換性がなかった。イギリスはまた、既存の鉄道の一部を延長して隣国と接続し、幅600 mm（1フィート 11インチ）の鉄道を建設した。イギリスはヤッファとエルサレムに5 ⁄ 8インチ 軌間の鉄道を建設した。第一次世界大戦の終結後、イギリスはパレスチナ委任統治領、パレスチナ鉄道会社を設立した。

### イスラエル
1948年にイスラエルが独立すると、国はイギリスの会社の後継としてイスラエル鉄道を設立した。 1947年から1949年にかけてのパレスチナ戦争で、国内の鉄道、特にイズレエル渓谷鉄道は大きな被害を受けたが、財政上の制約と鉄道網の他の部分との互換性のなさから再建されなかった。
イスラエル独立後最初の数年間、鉄道の旅客輸送は急速に増加し、1960年代前半から中頃には年間約450万人に達したが、道路インフラの改善、自動車所有率の増加、鉄道網への投資不足、バスの台頭によって、輸送量は減少し始めた。この傾向は1990年に約250万人の乗客で最低となり、一人当たりベースで1960年代の全盛期から約75%減少した。その後、1990年代に鉄道インフラ開発の波が始まり、国の輸送システムにおける鉄道の重要性が再び高まった。

## 事業者
- イスラエル鉄道

## 隣接国との鉄道接続状況
- レバノン - 接続なし
- シリア - 接続なし
- ヨルダン - 接続なし
- エジプト - 接続なし
- パレスチナ国（ヨルダン川西岸地区、ガザ地区） - 接続なし

イスラエルは、地中海沿岸ハイファから国土を横断し、ヨルダンを経てサウジアラビアの鉄道と接続してアラビア半島諸国と結ぶ「平和鉄道」構想を提唱している。